# Baiersdorf (Altenkunstadt)

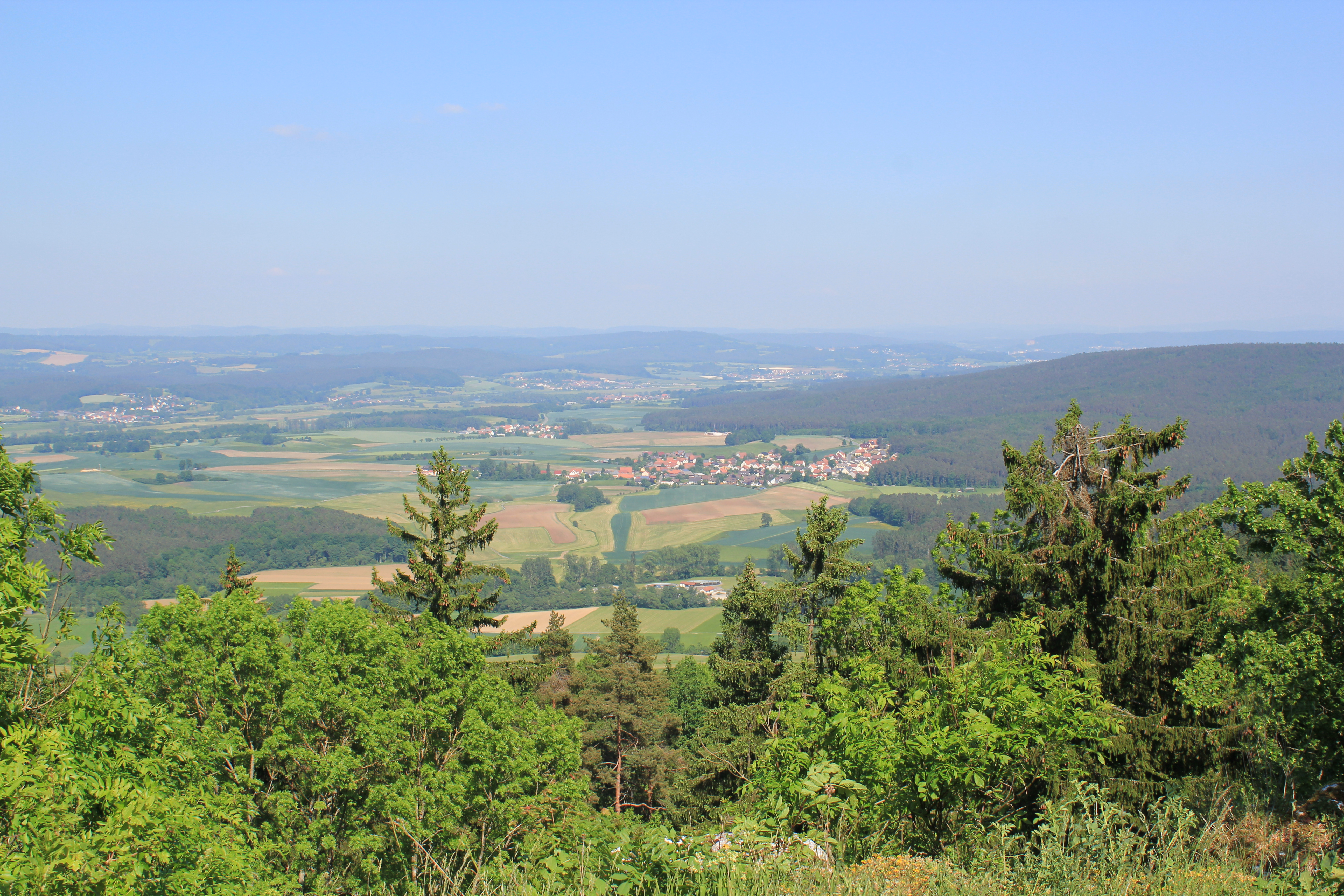
Baiersdorf vom Großen Kordigast aus gesehen

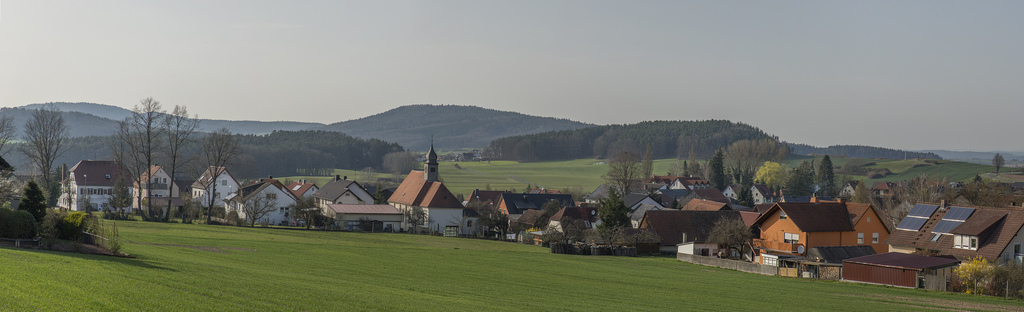
Blick auf Baiersdorf von der Mainecker Straße aus.

Baiersdorf (mundartlich Baschdoff) ist ein Gemeindeteil von Altenkunstadt im oberfränkischen Landkreis Lichtenfels.

## Geografische Lage
Das Dorf liegt in einer Talsenke zwischen Woffendorf und dem Brand-Berg beim Weismainer Gemeindeteil Geutenreuth. Nachbarortschaften sind Prügel, Woffendorf, Weismain und Altenkunstadt. Der Ortskern von Altenkunstadt befindet sich rund zwei Kilometer nördlich von Baiersdorf.

## Geschichte
Erstmals schriftlich erwähnt wurde Baiersdorf im Jahr 1112 als „Beirstorf“. Es folgten weitere Nennungen als „Baeiresdorf“ im Jahr 1123 und 1124 als „Beirestorf“ in einer Schenkungsurkunde, in der ein „Luitpold von Baiersdorf“, Ritter des Bischofs von Bamberg, als Zeuge aufgeführt ist. Aus dem Jahr 1408 ist die Schreibweise „Bayerstorf“ überliefert.
Im Mittelalter gehörte der Ort kirchlich nach Weismain. Im Jahr 1820 fand die Auspfarrung nach Altenkunstadt statt. Die schulpflichtigen Kinder besuchten weiterhin die Weismainer Schule.
Seit dem Jahr 1750 war Baiersdorf mit einer eigenen Gemeindeordnung durch das Amt Weismain eine Gemeinde, bis 1818 die Eingemeindung nach Altenkunstadt erfolgte. Entscheidend für die Wahl des Gemeindesitzes war nicht die Einwohnerzahl, sondern die Zahl der Anwesen. Da Altenkunstadt mit 128 Anwesen deutlich größer war als die übrigen Gemeindeteile Baiersdorf (41 Anwesen), Kienmühle (7 Anwesen) und Röhrig mit Woffendorf (26 Anwesen) wurde Altenkunstadt Sitz der neugebildeten Gemeinde Altenkunstadt.
Am Ende des 19. Jahrhunderts wurde die kleine Dorfkapelle abgerissen und an derselben Stelle eine neue, größere Kapelle errichtet, die  in der ersten Hälfte des 20. Jahrhunderts wieder abgetragen wurde. Die heutige Kapelle wurde 1953 an einer anderen Stelle errichtet.

### Einwohnerentwicklung
Die Tabelle gibt die Einwohnerentwicklung Baiersdorfs wieder.
| Jahr | Einwohner | Anwesen | Quelle: |
| ---- | --------- | ------- | ------- |
| 1818 | 213       | 41      | [ 3 ]   |
| 1950 | 434       |         | [ 4 ]   |
| 1977 | 432       |         | [ 4 ]   |
| 1987 | 434       |         | [ 5 ]   |
| 2005 | 447       |         | [ 4 ]   |
| 2010 | 443       |         | [ 6 ]   |
| 2011 | 430       |         | [ 7 ]   |
| 2012 | 422       |         | [ 8 ]   |
| 2013 | 425       |         | [ 9 ]   |

## Religion
Von den 425 Einwohnern waren im Juli 2013 ca. 83 % (353) römisch-katholisch, ca. 12 % (53) evangelisch und ca. 5 % (19) andersgläubig oder konfessionslos.

## Etymologie
Das Grundwort dorf ist althochdeutschen Ursprungs und konnte anders als das heutige Wort auch Hof oder Landgut bedeuten. Das Bestimmungswort, die erste Silbe, leitet sich vom Personennamen Beieri, Beir, Beier oder der althochdeutschen Stammesbezeichnung Baier# ab, von der die in Frage kommenden Personennamen abstammen. Das verbindende „s“ im Wort markiert in beiden Fällen den Genitiv Singular. In der örtlichen Varietät des oberfränkischen Dialekts lautet der Ortsname [ˈbāš.dǫf], sprich baaschdoff.

## Vereine
- Obst- und Gartenbauverein
- Freiwillige Feuerwehr Baiersdorf
- Kapellenbauverein
- 1. FC Baiersdorf